# کارلتون پالمر
کارلتون پالمر (به انگلیسی: Carlton Palmer) بازیکن فوتبال زادهٔ ۵ دسامبر ۱۹۶۵ اهل انگلستان بود که سابقهٔ بازی در تیم ملی فوتبال انگلستان را در کارنامهٔ خود دارد. وی در تاریخ ۲۹ آوریل ۱۹۹۲ نخستین بازی ملی خود را در مقابل تیم فوتبال کشورهای مستقل همسود انجام داد و با حضور در ۱۸ بازی ملی، در تاریخ ۱۳ اکتبر ۱۹۹۳ واپسین بازی ملی‌اش را در برابر تیم ملی فوتبال هلند برگزار کرد.
این بازیکن توانسته در بازی‌های ملی، ۱ گل به ثمر برساند.